# 新波莱 (扎波罗热区)
47°52′25″N 36°6′8″E / 47.87361°N 36.10222°E
新波萊（烏克蘭語：Нове Поле）是位於烏克蘭東南部的村莊，由扎波羅熱州扎波羅熱区的新米科拉伊夫卡市鎮負責管轄。該村始建於1895年，面積7.33平方公里，海拔高度148米，2001年人口184，人口密度每平方公里25.1人。